# Échenilleur des Tanimbar
Lalage moesta
Espèce
Statut de conservation UICN

 LC  : Préoccupation mineure
L'Échenilleur des Tanimbar (Lalage moesta) est une espèce d'oiseaux de la famille des Campephagidae.

## Répartition
Il peuple les îles Tanimbar.